# Вртијељка брдо
Брдо Вртијељка се налази између села Липа и Пејаковићи, на надморској висини од 871 m  у Црногорском граду Цетиње. Размак ваздушне линије, између врха планине Ловћен и врха брда Вртијељка је приближно 9 km.

## Етимологија
Топоним Вртијељка је словенског порекла, назив вероватно потиче од речи врт који је могао служчити селима која га окружју због реткости плодног земљишта у том крају. Ово је једно од три брда поред Добрштак и Цеклинштак (брдо) која окружују шири локалитет, у 15. век картографски бележен као добро, због плодне земље. Касније је назив локалитета промењен у Добрско село због односа кућа и брда. Од 15. век до уласка Црне Горе и Бока которске у састав Југославије, Дорско село је био назив племена које је ту живело.
Етимологија такође може да потиче и од речи завртети-вртети (ијекавица: завртијети-вртијети), етимолошки повезиве због присуства ветра трамонтана који ломећи се и одбијајући се од планине, кружи или прави интерференцију ваздушних таласа, зависно од терена где се појави.

## Историја

### Битка на Вртијељки
Битка на Вртијељки је био сукоб који се догодио 7. маја 1685. године између Османског царства коју је бранио Сулејман-паша Бушатлија насупрот Бокеља, Паштровића, Његуша, Конављана, добровољаца из других ратова против Турака који су били предвођени са Драгојлом Николићем (Бајом Пивљанином), уз подршку Млетачке републике. Битку су изазвали Бокељи са намером да прошире слободну територију и ослободе Црногорски вијалет од Скадарског санџака, али су Турци преко својих доушника сазнали за долазак и боравак наоружаних хајдука и морлака у Боку Которску. Сулејман паша Бушатлија је тада послао опомену становницима Црногорског вијалета да ће их казнити ако буду сарађивали са Бокељима, Млецима и хајдуцима. Османске снаге су предвиделе намере и мобилисале своје снаге које су одмах усмерене ка Боки Которској. Вишегодишње намере Срба и Млетака нису дочекале већу мобилизацију војно способних и реализацију заузимања стратешких позиција Црногорског вијалета, сврсисходно одбијању османских напада, већ су морали одмах по најави о доласку османских трупа да изврше хитну мобилизацију и крену у битку где су им се придружује део Срба из Црногорског вијалета. Османлије су победиле Србе без обзира на подршку добијену морлака (чију верност током битке, млетачки хроничари доводе у питање) и Млетачке републике коју су Срби имали. Сулејман паша Бушатлија је након боја испунио обећање и у одмазди спалио и уништио манастир у Цетињу, након чега је продужио у Улцињ, одакле је бродом отпловио у Истанбул са главама Срба који су страдали у боју. Међу којима је била и глава Баја Пивљанина чему су сведочили дубровачки  трговци у Истанбулу.
На брду је 1935. подигнут споменик Бају Пивљанину, који је неко разрушио 1938.

## Несанитарна депонија на Вртијељки
Од 1987 године, подножје брда се користи као депонија. У сарадњи са Европском унијом одпочела је санација депоније почетком 2016. године. Уговор за ревизију главног пројекта, санацију и надзор је износио нешто више од 1.800.000 евра (ЕУ:90%; ЦГ:10% средстава). Радови на санацији несанитарног одлагалишта Вртијељка су завршени у мају 2018. године. Током пројекта је само по питању аутомобилских гума затечена количина, по процени између 700 и 900 тона. Док је током и након санације забележено континуирано и незаконито одлагање новог отпада на Вртијељки .